# Atom Heart Mother
Atom Heart Mother là album phòng thu thứ năm của ban nhạc progressive rock người Anh, Pink Floyd. Album được phát hành vào ngày 2 tháng 10 năm 1970 bởi Harvest và EMI Records ở Anh, và ngày 10 tháng 10 bởi Capitol Records ở Mỹ. Atom Heart Mother được thu âm tại Abbey Road Studios, London và là album đầu tiên của ban nhạc đạt vị trí số 1 tại Anh, dù chỉ được xếp thứ 55 tại Mỹ, nhưng đã nhận được chứng nhận Vàng ở đây. Bản chỉnh âm CD của album này được tái bản vào năm 1994 ở cả Anh lẫn Mỹ, sau đó là vào năm 2011. Ron Geesin, người tạo ảnh hưởng và cộng tác thường xuyên với Roger Waters, được công nhận như một thành viên trong ê-kíp sản xuất và là một nhân vật hiếm hoi được ghi trong danh sách người viết nhạc trong một album của Pink Floyd.
Đây cũng là album đầu tiên mà Pink Floyd thu âm bằng công nghệ 4-kênh, khác với công nghệ stereo 2-kênh cũ. Bản mix 4-kênh này cũng chính là bản LP được phát hành trong một hỗn hợp phức tạp nhằm giúp người nghe có thể tiếp cận được với phương thức stereo cũ. Ở Anh, ấn bản 4-kênh được phát trên một sóng chuyên môn ở định dạng "Quad-8", một kênh phát theo máy 8-băng cổ điển.
Phần bìa được thiết kế bởi Hipgnosis, trở thành phần bìa đầu tiên của ban nhạc mà không có tên của họ ở mặt trước, và thậm chí không có bất cứ ảnh nào của họ ở cả mặt trước lẫn mặt sau. Đây chính là phong cách mà họ thể hiện sau này suốt những năm 70 và sau nữa.
Cho dù có được nhiều thành công về mặt thương mại cũng như những đánh giá vô cùng tích cực kể từ ngày phát hành, Pink Floyd vẫn luôn giữ một thái độ khá tiêu cực với album này cho tới tận nhiều năm gần đây, đặc biệt là từ David Gilmour và Roger Waters. Cho dù vậy, Atom Heart Mother vẫn khá nổi tiếng với một vài lần trình diễn của Gilmour với Geesin vào năm 2008.

## Danh sách ca khúc
| Mặt A | Mặt A | Mặt A                                                               | Mặt A                                                            | Mặt A      |
| STT   | Nhan đề | Sáng tác                                                            | Hát chính                                                        | Thời lượng |
| ----- | --- | ------------------------------------------------------------------- | ---------------------------------------------------------------- | ---------- |
| 1.    | "Atom Heart Mother" - I. "Father's Shout" (00:00) - II. "Breast Milky" (02:50) - III. "Mother Fore" (05:23) - IV. "Funky Dung" (10:13) - V. "Mind Your Throats Please" (15:28) - VI. "Remergence" (17:56)" | Nick Mason, David Gilmour, Roger Waters, Richard Wright, Ron Geesin | Hòa tấu, phần hát không lời được phụ trách bởi John Alldis Choir | 23:44      |

| Mặt B | Mặt B                                                                                             | Mặt B                          | Mặt B                                            | Mặt B      |
| STT   | Nhan đề                                                                                           | Sáng tác                       | Hát chính                                        | Thời lượng |
| ----- | ------------------------------------------------------------------------------------------------- | ------------------------------ | ------------------------------------------------ | ---------- |
| 2.    | "If"                                                                                              | Waters                         | Waters                                           | 4:31       |
| 3.    | "Summer '68"                                                                                      | Wright                         | Wright                                           | 5:29       |
| 4.    | "Fat Old Sun"                                                                                     | Gilmour                        | Gilmour                                          | 5:22       |
| 5.    | "Alan's Psychedelic Breakfast" - I. "Rise and Shine" - II. "Sunny Side Up" - III. "Morning Glory" | Waters, Mason, Gilmour, Wright | Hòa tấu, phần hát được phụ trách bởi Alan Stiles | 13:00      |

## Thành phần tham gia
Dựa trên phần bìa ghi chú.
Pink Floyd
- Roger Waters – guitar bass, guitar acoustic và hát trong "If", hiệu ứng băng, dán ghép băng nhạc
- David Gilmour – guitar, hát, bass và trống trong "Fat Old Sun"[8]
- Rick Wright – keyboard, hát trong "Summer '68"
- Nick Mason – trống, định âm, chỉnh băng, dán ghép băng nhạc, kỹ thuật viên thu âm trong "Alan's Psychedelic Breakfast"

Nghệ sĩ khách mời
- EMI Pops Orchestra – dàn hơi và dàn nhạc (không được ghi)[6]
- Haflidi Hallgrimsson – cello (không được ghi) [9]
- John Alldis Choir – hát
- Alan Styles – hiệu ứng giọng và âm thanh trong "Alan's Psychedelic Breakfast" (không được ghi)

Sản xuất
- Peter Bown – kỹ thuật viên âm thanh
- Alan Parsons – kỹ thuật viên âm thanh (viết nhầm thành "Allan Parsons" trên bìa ghi chú gốc)
- Ron Geesin – dàn nhạc và đồng soạn nhạc trong Atom Heart Mother (không được ghi trên bìa ghi chú)[10]
- James Guthrie – chỉnh âm năm 1994

## Xếp hạng
| Năm  | Bảng xếp hạng          | Vị trí |
| ---- | ---------------------- | ------ |
| 1970 | UK Albums Chart        | 1      |
| 1970 | Billboard Pop Albums   | 55     |
| 1970 | Norwegian albums chart | 13     |